# Сусень-Сочету
Сусень-Сочету, Сусені-Сочету (рум. Suseni-Socetu) — село у повіті Димбовіца в Румунії. Входить до складу комуни Білчурешть.
Село розташоване на відстані 42 км на північний захід від Бухареста, 32 км на південний схід від Тирговіште, 101 км на південь від Брашова.

## Населення
За даними перепису населення 2002 року у селі проживали 1084 особи, з них 1076 осіб (99,3%) румунів. Рідною мовою 1080 осіб (99,6%) назвали румунську.